# Гаррієт Гарман
Гаррієт Рут Гарман (англ. Harriet Ruth Harman; нар. 30 липня 1950, Мерілебон) — британський політик з Лейбористської партії і член Палати громад від округу Camberwell and Peckham з 1982 року. З 2007 року — заступник лідера Лейбористської партії, а також тіньовий заступник прем'єр-міністра і тіньовий міністр культури, ЗМІ і спорту.

## Біографія
Після закінчення Йоркського університету працювала юристом. У 1997 році, після перемоги лейбористів на загальних парламентських виборах, Гарман увійшла до складу першого кабінету міністрів Тоні Блера на посаді міністра соціального захисту. Однак її невдачі на цій посаді змусили Блера через рік відправити Харман у відставку.
В уряд вона повернулася в 2001 році і займалася юридичними питаннями, а в 2005 році вона стала заступником міністра з конституційних справ. У травні 2007 року в результаті реорганізації міністерства її пост став називатися заступник міністра юстиції.
Міністр у справах жінок і рівності та одночасно голова Палати громад (2007–2010).
Чоловік — Джек Дроумі, теж лейборист та профспілковий діяч. У них два сини і донька.